# Cztery Słupy (Krasne)
Cztery Słupy – część wsi Krasne w Polsce położona w województwie lubelskim, w powiecie chełmskim, w gminie Wojsławice.
W latach 1975–1998 Cztery Słupy administracyjnie należały do województwa chełmskiego.